# Barbara Visser
Barbara Visser, née le 16 août 1977 à Šibenik, est une femme politique croato-néerlandaise du Parti populaire pour la liberté et la démocratie (VVD). Du 31 août 2021 au 10 janvier 2022, elle est ministre de l'Infrastructure et de la Gestion de l'eau (en) des Pays-Bas au sein du troisième cabinet Rutte. Elle occupe précédemment le poste de secrétaire d'État à la Défense (en) du 26 octobre 2017 au 31 août 2021.

## Carrière
Barbara Visser commence sa carrière politique en 2006 en tant que membre du conseil municipal de Zaanstad. En 2010, elle quitte son siège pour devenir échevin. Son portefeuille compte notamment les affaires économiques, le tourisme, l'emploi et l'intégration sociale.
Elle est élue à la Chambre des représentants néerlandaise lors des élections générales de 2012. Barbara Visser quitte la Chambre des représentants le 26 octobre 2017 lorsqu'elle est nommée secrétaire d'État à la Défense (en) dans le troisième cabinet Rutte.

## Vie personnelle
Barbara Visser naît à Šibenik en République fédérative socialiste de Yougoslavie dans une famille croato-néerlandaise. Elle vit actuellement à Zaandam, en Hollande du Nord.